# Белая женщина (привидение)

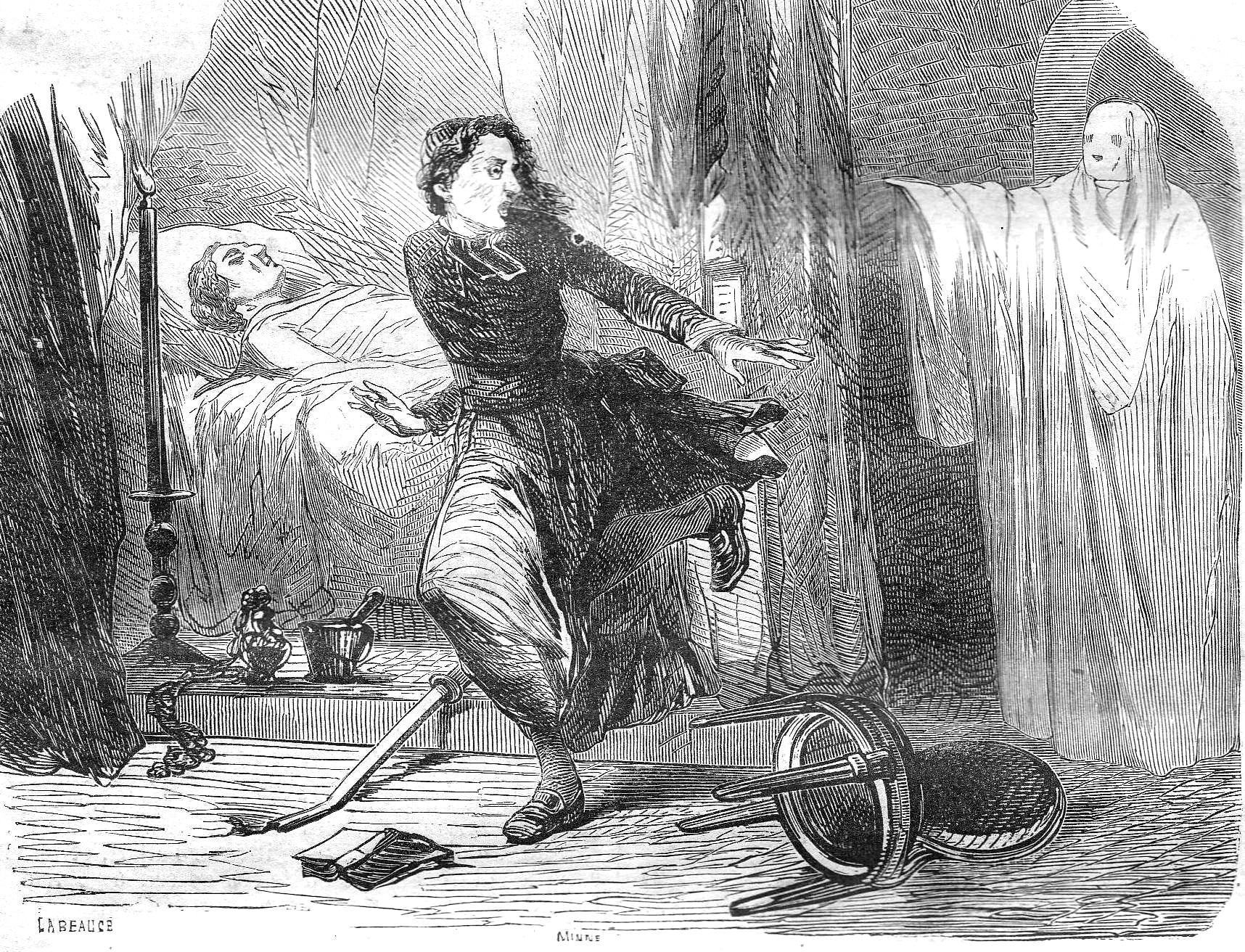

Белая женщина — женское привидение в белой одежде, образ которого встречается в англосаксонской, немецкой, славянской и других фольклорных традициях; в большинстве случаев история и образ конкретной Белой женщины привязаны к какой-либо местной трагической легенде, зачастую связанной с потерей или предательством женщины со стороны мужа, возлюбленного или жениха.
Образ Белой женщины в немецком фольклоре имеет некоторые отличия: если в кельтских и позднее английских, а также, например, швейцарских легендах появление Белой женщины часто происходит в заброшенной сельской местности, а женщина, ставшая призраком, может быть и незнатного происхождения, а сам образ часто отождествляется с банши, фигурой ирландского фольклора, то в сложившихся значительно позже — не ранее XV века — германских легендах этот призрак всегда связан со знатными семьями и появляется лишь в фамильных замках. Появление Белой женщины в таких историях часто описывалось как предвещавшее смерть кого-либо из членов семьи, но вместе с тем она рассматривалась как призрак прародительницы семьи, появление которого означает не опасность, а предупреждение о чём-либо. Похожие по сюжетам легенды присутствуют и во французском фольклоре.
В Германии наиболее известных легенды о белой женщине Гогенцоллернов из Плассенбурга (предвещавшей смерть членов этой семьи и появлявшейся якобы до 1940 года, причём не только в Плассенбурге, но и в других замках семьи, таких как Ансбах и Байройт) и о белой даме из берлинского Городского дворца. Уже в XVI веке под именем Берты фон-Розенберг (нем. Bertha von Rosenberg) упоминается прародительница и «белая дама», появлявшаяся в роду баронов фон-Нейгауз и Розенберг в Богемии. В берлинском замке её якобы видели в 1625—1628 годах и затем неоднократно до 1790 года, а согласно ЭСБЕ — в 1840—1850 годах. «Белая дама» являлась и русской императрице Анне Иоанновне перед её смертью